# Захарова, Фаина Яковлевна
Фаина Яковлевна Захарова (род. 10 сентября 1952 года, Москва) — советский и российский общественный деятель, президент благотворительного фонда «Линия жизни». Лауреат Государственной премии Российской Федерации в области благотворительной деятельности (2020).

## Биография
Родилась в Москве.
Завершила обучение в Московском государственном педагогическом институте, на географическом факультете. Имеет две специальности — «География» и «Английский язык». В дальнейшем продолжала получать образование, в 1995 году в Лондоне окончила специальные курсы по планированию международных социальных и благотворительных проектов; оценке международных проектов, технология вовлечения общественности в обсуждение социально-значимых проектов. В 2001 году в Швейцарии прошла подготовку по направлению «Разработка PR и коммуникативных стратегий для общественного сектора».
С 1978 по 1992 годы работала во Всесоюзном институте охраны природы и заповедного дела. Была координатором многих программ и проектов в области охраны природы.
С 1992 по 1995 годы являлась организатором и исполнительным директором Российского отделения Международного Союза Охраны Природы.
С 1995 по 2005 годы работала в российском представительстве Всемирного Фонда Дикой Природы. Была организатором и вдохновителем создания и развития этого фонда на территории Российской Федерации.
С 2005 по 2007 годы являлась руководителем специальных программ CAF Россия, директором по развитию программы «Линия жизни».
С 2008 года — президент благотворительного фонда спасения тяжелобольных детей «Линия жизни».

## Награды

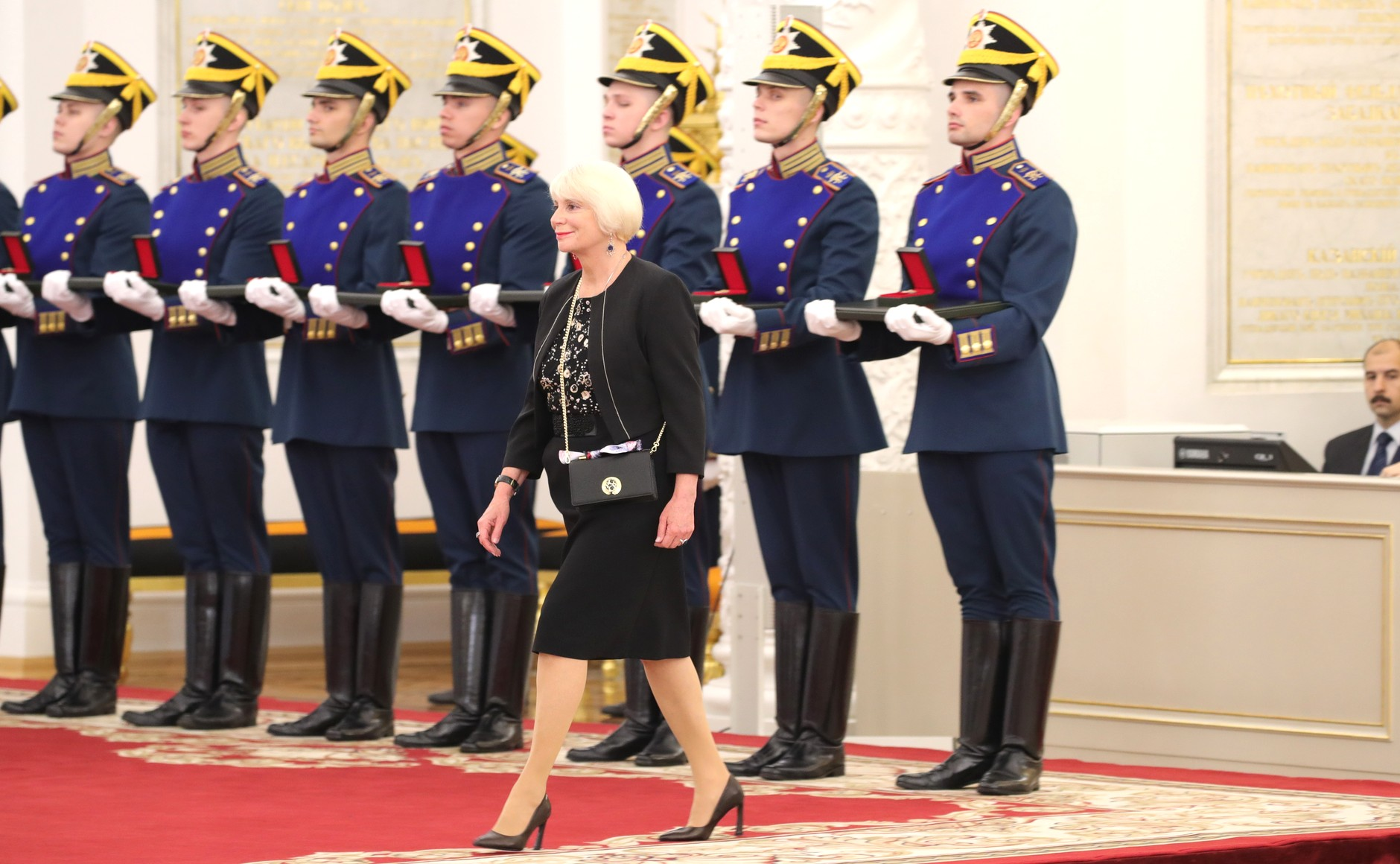
Вручение Государственных премий Российской Федерации

- Знак отличия «За благодеяние» (2013 год).
- Лауреат Государственной премии Российской Федерации за выдающиеся достижения в области благотворительной деятельности (9 июня 2021).
- Благодарность Совета Федерации за активную благотворительную деятельность и большой вклад в формирование социально-экономических программ, направленных на реализацию решений Евразийского женского форума (2016 год).
- Благодарность мэра города Москвы за вклад в развитие институтов гражданского общества в столице и активную общественную работу.